# 田名共同売店
田名共同売店（だなきょうどうばいてん）は、沖縄県島尻郡伊平屋村（伊平屋島）田名にある、沖縄最北端の共同売店。
二度の閉店危機を乗り越え、現在も地域住民の出資により運営されている。（旧：田名スーパー）

## 概説
沖縄県最北端の離島伊平屋島（沖縄県島尻郡伊平屋村）の田名地区にて現在も営業している共同売店。
住民の共同出資による『田名区民の会』により管理運営されている。
1928年（昭和3年）創業（1917年（大正6年）創業とする文献もある）。太平洋戦争の沖縄戦のため一度消滅するが、1952年（昭和27年）に再興された。名称も時代と共に、田名共同売店、田名売店、田名スーパーと変わり現在の『田名共同売店』となる。
商品は日常生活品、食料品と離島地域で買い物困難な地域のための商品が中心となっており、最近は地域の島野菜、海産物、それらを使った加工品なども販売している。
2度の経営危機を住民やクラウドファンディングの支援により乗り越え、現在にいたる。

## 所在地
沖縄県最北端の離島、沖縄県島尻郡伊平屋村田名3477